# フィン・カーター
フィン・カーター（Finn Carter、1960年3月9日 - ）は、アメリカ・ミシシッピ州グリーンヴィル出身の女優。

## 来歴
カーター政権時代に国務省広報担当次官補を務めたホディング・カーターと、彼の最初の妻マーガレットとの間に生まれる。弟のホディング・カーター4世は冒険家。ほかに弁護士とアーティストの姉妹がいる。
高校時代はウォルナットヒル・スクールで演劇を学び、卒業後はスキッドモア・カレッジで学ぶ。
1986年にデビュー。CBS放送のメロドラマ『As the World Turns』でレギュラー出演し、広く知られる。
1989年の『カレッジ・ウォーズ』で映画デビュー。1990年の『トレマーズ』で地質調査に来た町にて怪物に遭遇する大学生ロンダ役を演じ、映画でも広く知られるようになる。しかし、その後の映画出演は少なく、主にテレビシリーズへのゲスト出演を中心に活躍している。
私生活では『As the World Turns』で共演した俳優のスティーヴン・ウェバーと1985年に結婚して1994年に離婚した後、1997年に再婚して2人の娘を儲けるが、こちらも離婚している。
2019年7月29日にネバダ州ラスベガスで盗難車に乗っていたところを逮捕され、14件の他人名義のクレジットカード及びデビットカードを所持していた罪にも問われている。

## フィルモグラフィ
| 製作年 | 邦題 原題                                                            | 役名                     | 備考                                |
| ------ | -------------------------------------------------------------------- | ------------------------ | ----------------------------------- |
| 1989   | ドリーム・ブレイカー Dream Breakers                                  | シスター・キャサリン     | TV映画                              |
| 1989   | カレッジ・ウォーズ How I Got Into College                            | ニナ・サッチー           | 映画デビュー                        |
| 1990   | トレマーズ Tremors                                                   | ロンダ・レベック         |                                     |
| 1990   | ホノルルの熱い夜 Revealing Evidence: Stalking the Honolulu Strangler | マギー・ルナ             | TV映画                              |
| 1992   | レディ・スコルピオン Sweet Justice                                   | サニー・ジャスティス     |                                     |
| 1996   | ゴースト・オブ・ミシシッピー Ghosts of Mississippi                   | シンシア・スピージェンス |                                     |
| 2002   | ペンシルバニアの奇跡 The Pennsylvania Miners' Story                  | ミッシー・フィリッピ     | TV映画 スターチャンネルでの放映のみ |
| 2005   | Halfway Decent                                                       | ボニー                   |                                     |